# Severská mytologie

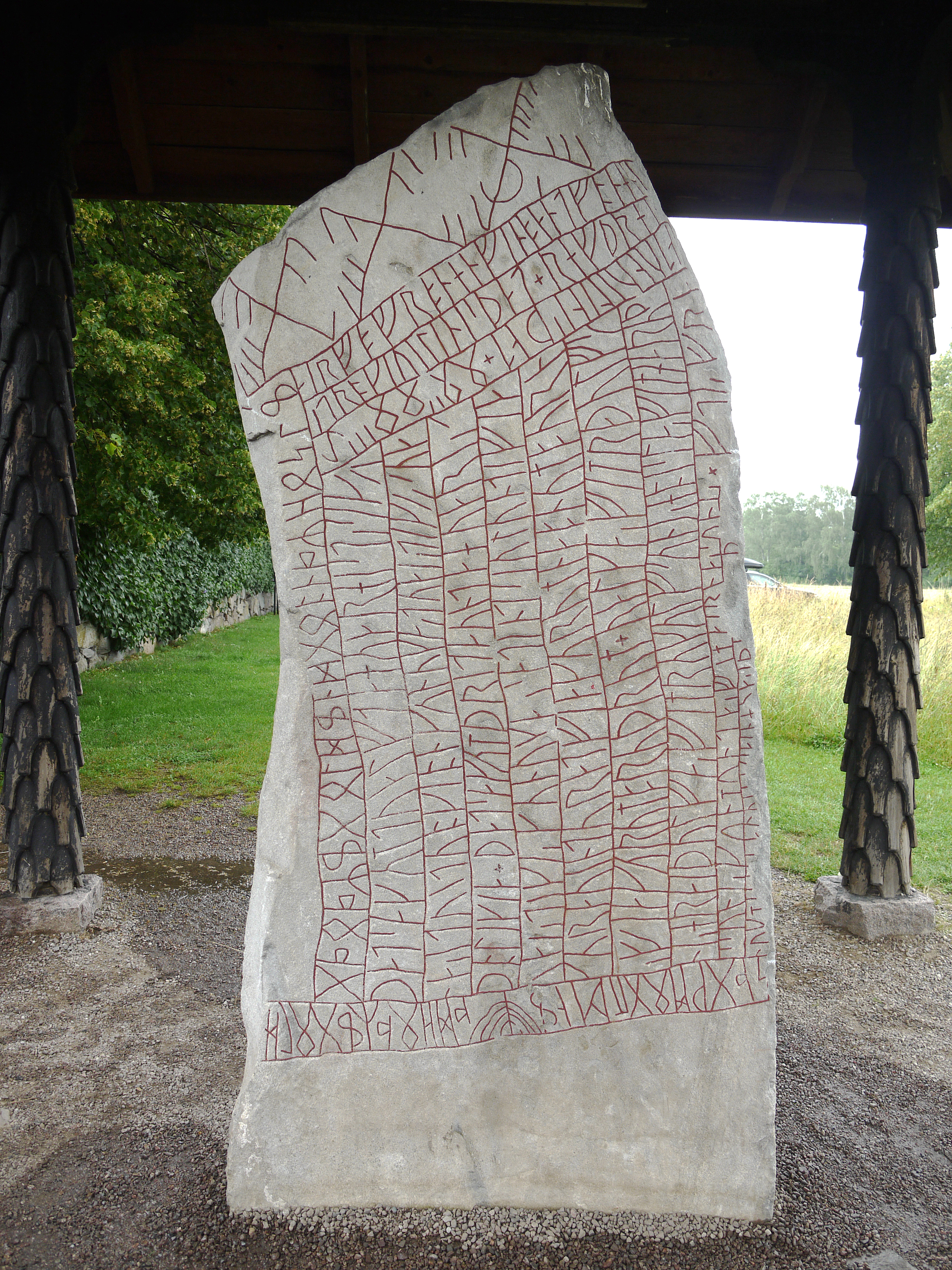
Runový kámen pocházející ze švédského Röku v Östergötlandu. Jeho původ je datován do 9. století a odkazuje nejen na ztracené germánské legendy z období stěhování národů, ale i na příběhy ze severské mytologie

Severská mytologie je soubor příběhů o bozích, hrdinech, stvoření, přirozenosti a konci světa, který byl vlastní předkřesťanským Seveřanům a který je součástí severského náboženství. Je součástí širší germánské mytologie.

## Polyteismus
Severský polyteismus tvoří dvě skupiny bohů: válečničtí Ásové a Vanové spojovaní s plodností. Za nejvyššího boha se dá považovat Ódin, jeden ze tří prvotních bohů a patron magie a run, Thór, bůh hromu, deště, nebe a plodnosti země, Týr  bůh války a Frey, bůh plodnosti. Kromě bohů existují také zlí obři, světlí álfové a také černí álfové (trpaslíci). V severské mytologii také existuje poměrně nejasný systém devíti světů spojených světovým jasanem Yggdrasilem, ve kterých sídlí zmiňovaná stvoření, lidé a duše mrtvých.

dobové umění zachycující severské bohy:
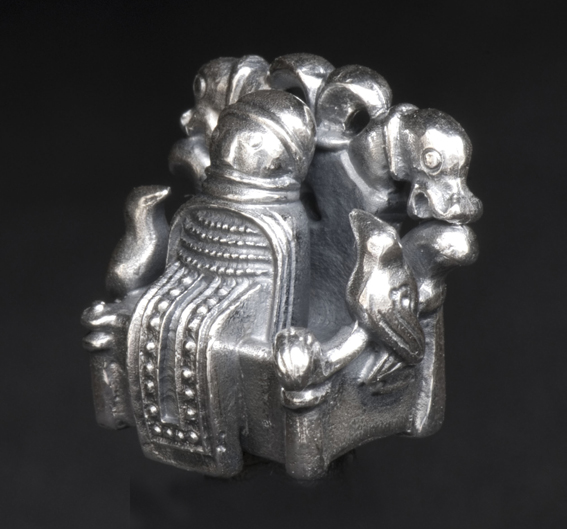
Ódin, vzácná soška postavy sedící na trůnu s dvěma havrany, Roskildské museum, Dánsko
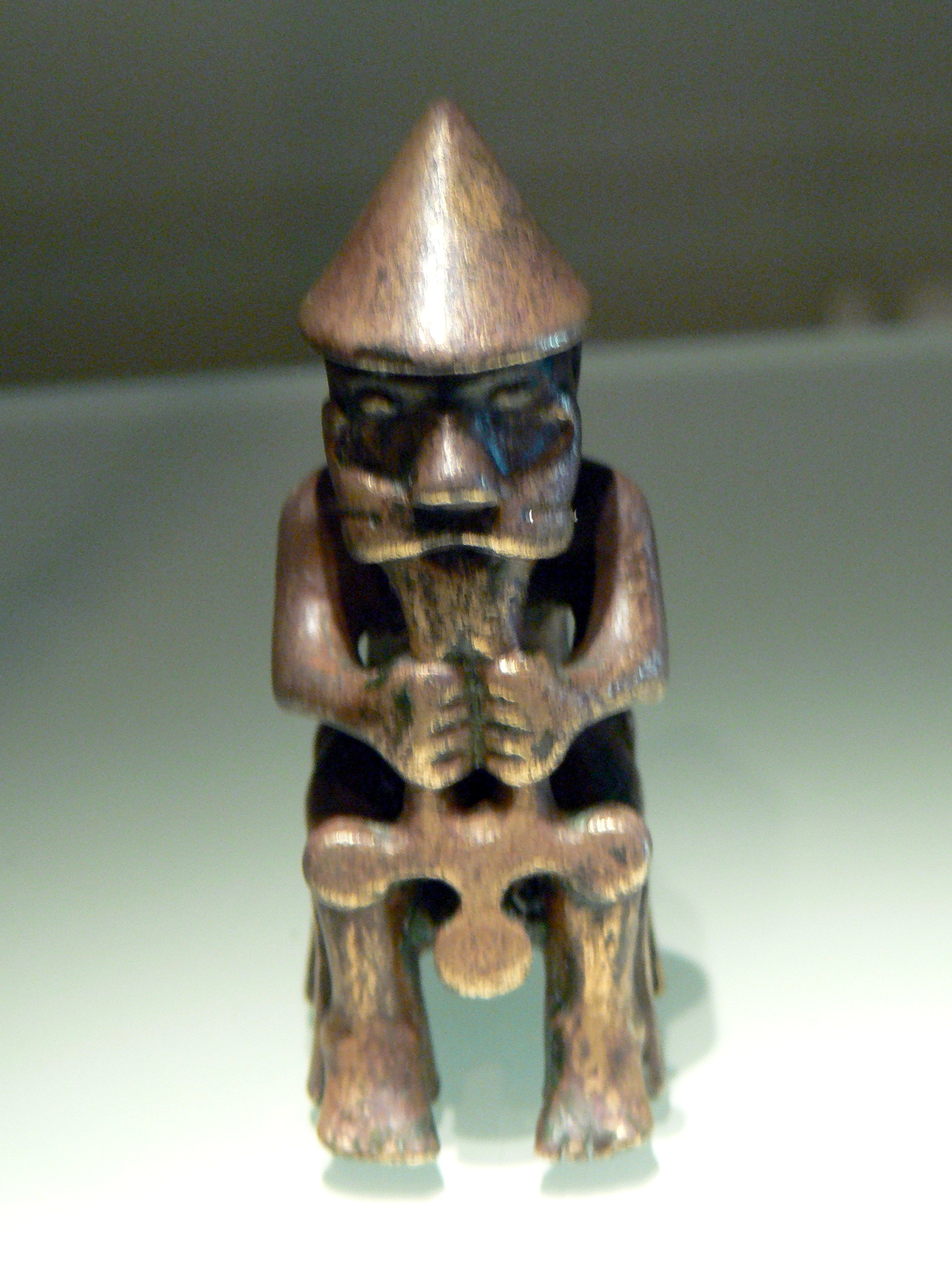
Thór, originál nálezu bronzové sošky o velikosti 6.7 cm, Islandské národní muzeum
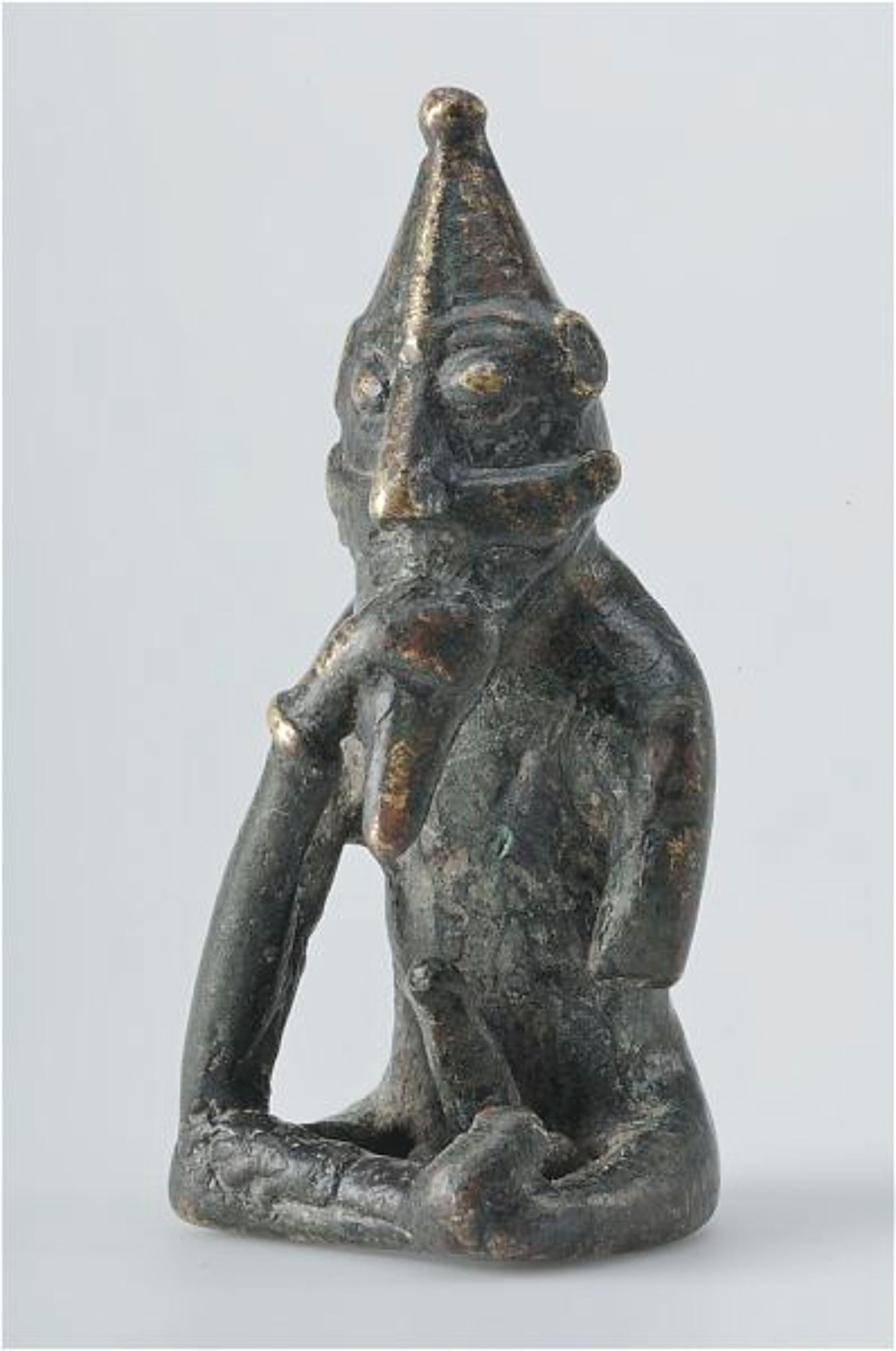
Frey, figurka se ztopořeným falem zřejmě představuje Freye, oblast Rällinge, vikinské období
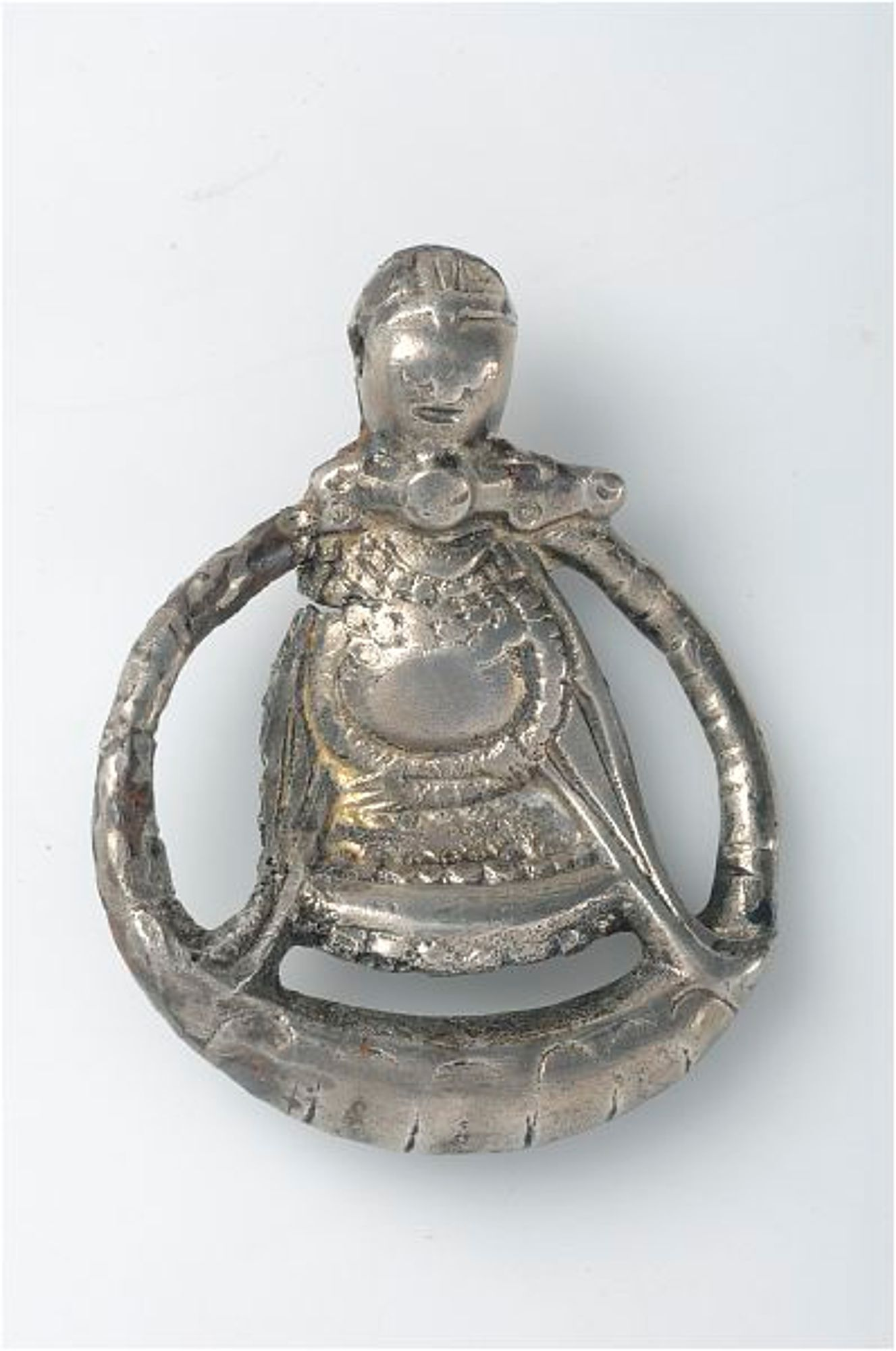
Freya, originál amuletu ze stříbra představuje Freyu s náhrdelníkem Brísingamen byl nalezen v Östergötlandu, Švédsko
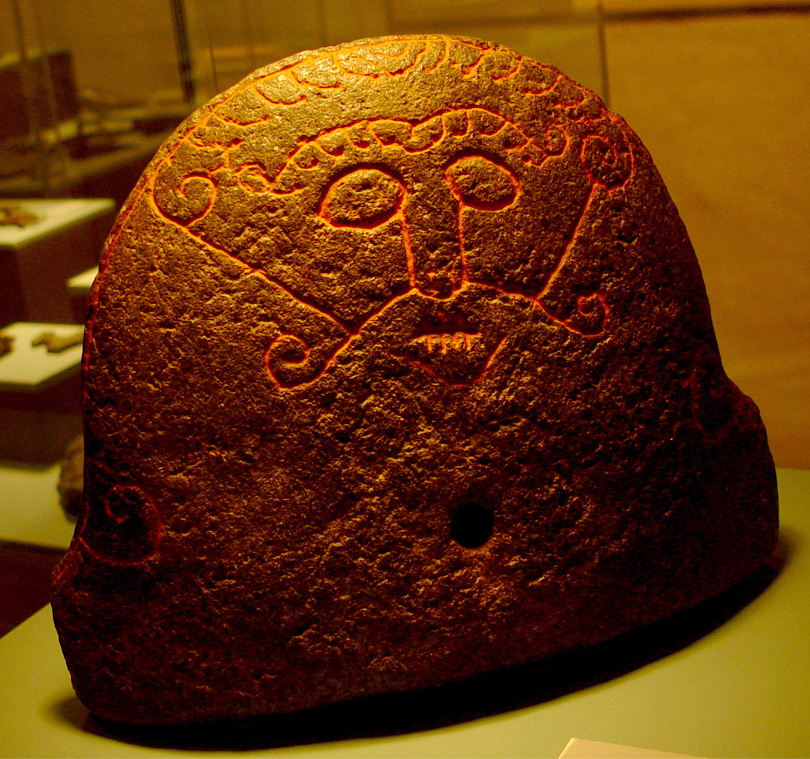
Loki na tzv. snaptunském kameni, Moesgårdské muzeum, Århus, Dánsko
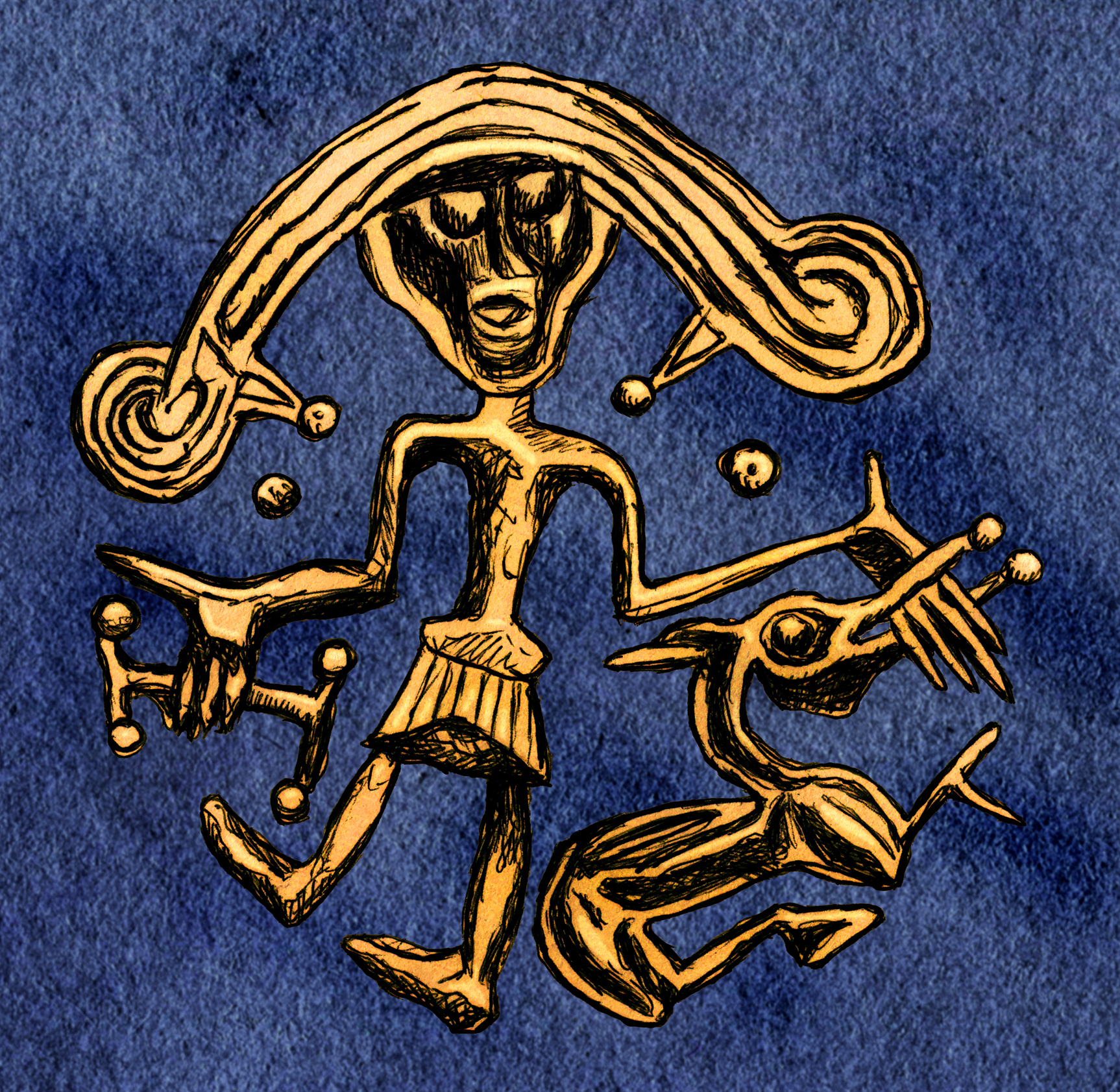
Týr, nákres Týra a Fenrira z germánského brakteátu z období Stěhování národů, poblíž města Trollhättanu, Švédsko
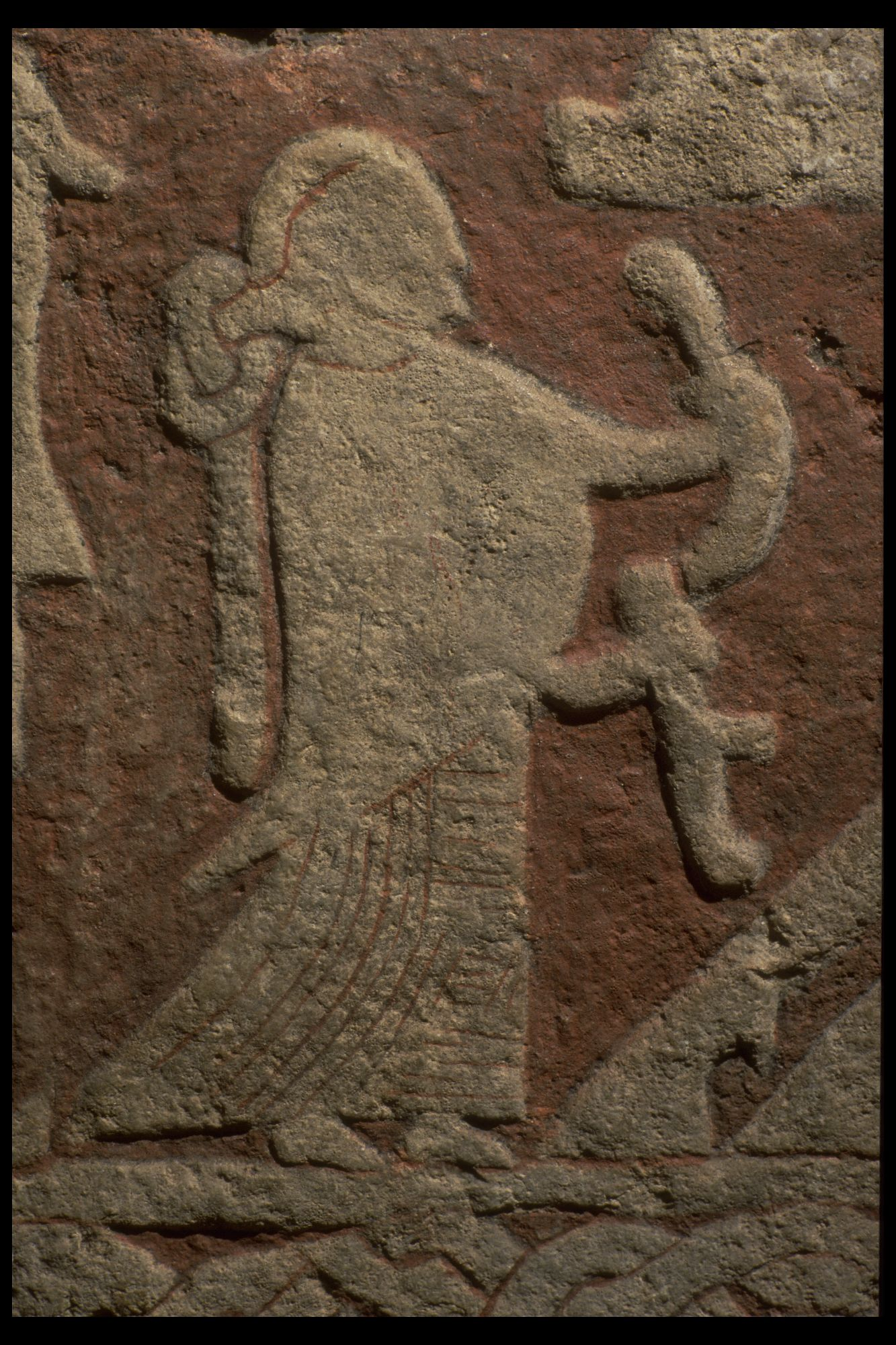
valkýra z Tjängvide ostrova Gotlandu – valkýry patřily k dísám, nižším bohyním

## Stvoření světa
Na počátku světa existovala jen zející propast Ginnungagap mezi Niflheimem na severu, říší chladu a mlhy (později říše mrtvých) a Múspellheimem na jihu, říší ohně. V Niflheimu se nacházela všepohlcující studna Hwergelmir, ze které vytékalo dvanáct řek jejichž voda stále zamrzala. Na tuto masu ledu začalo působit teplo z Múspellheimu a z kapek vzniklých z roztávajícího ledu povstal mrazivý obr Ymir. Současně s ním vznikla mlékem bohatá kráva Audhumla jejímž mlékem se živil. Ta však začala olizovat slaný kámen (nebo také slanou ledovou kru), první den z ledu vystoupily vlasy, druhý den hlava a třetí den celý muž, praotec Ásů Búri. Mezitím Ymirovi v levém podpaží vznikl obr a obryně, třením nohou o sebe vznikl šestihlavý obr Thrudgelm. Búri neznámo jak zplodil syna Bora jež si vzal za manželku obryni Bestlu, dceru obra Bolthorna, a spolu zplodili tři syny jménem Ódin, Vili a Vé. Ti viděli jak se z androgynního Ymira rodí stále noví obři a proto se rozhodli zabít jeho i jeho potomky. V krvi zabitého praotce obrů se utopili všichni obři až na Thrudgelmirova syna Bergelmiho a jeho ženu. Mrtvé tělo odtáhli Borovi synové doprostřed Ginnungagapu a začali z něj tvořit svět. Z jeho masa vytvořili zemi, z kostí hory, z krve moře a řeky, z vlasů stromy a z mozku oblaka. Do světových stran postavili skřítky nazývané Ausbui, Westri, Sudri a Nordi, a z Ymirova obočí vytvořili zeď chránící svět lidí před obry. Nakonec vyzvedli na nebe jeho lebku a do ní uschovali ohnivou jiskru z Múspellheimu čímž stvořili Slunce.
Lidé vznikli tak, že když se Ódin, Vili a Vé procházeli po mořském pobřeží narazili na vyplavené stromy, ze kterých stvořili první lidi. První muž se jmenoval Ask („jasan“) a první žena Embla („jíva“). Jeden z bohů jim vdechl život, druhý jim dal rozum a pohyb a třetí podobu a smysly. Pak se bohové odebrali do Ásgardu, který spojili s Midgardem, světem lidí, duhovým mostem zvaným Bifröst.

## Posmrtný život
S výjimkou zabitých na bitevním poli a utopených odchází duše mrtvých do říše Helheimu. Podle některých představ mrtví věčně chodí po vřesovišti porostlém trnitými rostlinami a musí se přebrodit přes řeku plnou ostrých úlomků ledu. 
Duše utonulých odcházejí k bohyni Rán, manželce Aegiho boha moře a zemřelí v bitvě odchází do Valhally kde se cvičí v boji na Ragnarök.